# Льовінське міське поселення
Льо́вінське міське поселення (рос. Лёвинское городское поселение) — адміністративна одиниця у складі Орічівського району Кіровської області Росії. Адміністративний центр поселення — селище міського типу Льовінці.

## Історія
Станом на 2002 рік на території сучасного поселення існували такі адміністративні одиниці:
- смт Льовінці (смт Льовінці)

Поселення було утворене згідно із законом Кіровської області від 7 грудня 2004 року № 284-ЗО у рамках муніципальної реформи.

## Населення
Населення поселення становить 2257 осіб (2017; 2260 у 2016, 2275 у 2015, 2260 у 2014, 2284 у 2013, 2195 у 2012, 2145 у 2010, 2405 у 2002).